# Agricultură extensivă
Agricultura extensivă înseamnă sporirea producției vegetale și animale prin extinderea suprafețelor cultivate și mărirea efectivelor de animale, precum și a numărului persoanelor ocupate în activități agricole.
Caracteristica esențială a acestui tip de agricultură constă în faptul că tehnica și tehnologia producției, calificarea forței de muncă și complexitatea muncii au un nivel relativ scăzut, rămânând neschimbate perioade lungi de timp sau progresând foarte lent.